# Schlacht von Azaz (1030)
Die Schlacht von Aʿzāz 1030 war ein Kampf nahe der syrischen Stadt Aʿzāz zwischen den Byzantinern unter ihrem Kaiser Romanos III. (r. 1028–1034) und den Mirdasiden von Aleppo. Die Mirdasiden entschieden die Schlacht für sich und die byzantinische Armee floh nach Antiochia am Orontes, doch Byzanz konnte dank seiner Generäle die Situation zu seinen Gunsten drehen und Aleppo 1031 tributpflichtig machen.

## Hintergrund
Das Emirat von Aleppo war seit den Tagen Nikephoros’ II. (r. 963–969) ein Vasall der Byzantiner, doch schon vor dem Tod Basileios’ II. (r. 976–1025) begannen die Mirdasiden, die Fatimiden aus Ägypten als neue Herren anzuerkennen. Seitdem die Mirdasiden Aleppo beherrschten, ging der Einfluss Byzanz’ über Nordsyrien merklich zurück. Nach dem Tod des Mirdasiden Salih ibn Mirdas in der Schlacht von al-Uqhuwanah 1029 in Palästina folgten ihm seine Söhne Schibl ad-Daula Nasr und Mu’izz ad-Daula Thimal nach. Der Katepan von Antiochia namens Michael Spondyles nutzte die Unerfahrenheit der Söhne aus, um sich zum Protektor der Mirdasiden aufzuschwingen. Michael Spondyles nahm den Bau muslimischer Befestigungen an der Küste und die Zusammenstöße zwischen Christen und Muslimen in Maarat an-Numan als Anlass, um ohne das Wissen des Kaisers eine Truppe gegen die Mirdasiden zu schicken. Doch seine Männer wurden im Juli 1029 bei Qaybar durch die Mirdasiden besiegt.
Romanos’ III. Motivation für die Schlacht wird unterschiedlich überliefert. Muslimische Chronisten wie Yahya von Antiochia und Ibn al-Adim sahen die Rache für die Niederlage des Michael Spondyles' als Grund, während die byzantinischen Historiker wie Johannes Skylitzes und Michael Psellos die Suche des Kaisers nach Ruhm als Grund angaben. Romanos III. habe älteren großen Herrschern wie Basileios II., Trajan und Augustus oder sogar Alexander dem Großen nacheifern wollen. Der Historiker Suhayl Zakkar sieht beide Gründe eher skeptisch und sagt, dass Romanos’ Absicht gewesen sei, Aleppo vom fatimidischen Einfluss zu befreien. So begleitete den Kaiser der ehemalige Herrscher Aleppos Mansur ibn Lu’lu’. Darüber hinaus schickte Romanos Nasr und Thimal ein Schreiben, worin er sie vor Feinden warnte, die ihre Schwäche ausnutzen und ihnen Aleppo entreißen würden. Daher bat Romanos die beiden um eine Übergabe der Stadt gegen eine Bezahlung.

### Vor der Schlacht
Im März 1030 verließ Romanos III. mit seiner Armee Konstantinopel Richtung Antiochia. Laut Michael Psellos war der Kaiser so siegessicher, dass er sich eine Krone eigens für den Triumph anfertigen ließ und am 20. Juli einen pompösen Einzug in Antiochia abhielt. Nasr entsendete eine Gesandtschaft unter seinem Cousin Muqallid ibn Kamil und bot Byzanz die Vasallenschaft und die Wiederaufnahme von Tributzahlungen an. Gemäß Michael Psellos sagte die Gesandtschaft, dass sie keinen Krieg wolle und auch keinen Grund dafür geliefert habe. Doch im Angesicht der byzantinischen Machtdemonstration würde sich Aleppo für den Krieg vorbereiten. Romanos’ Generäle schlugen ihm vor, das Angebot anzunehmen, um die womöglich katastrophalen Auswirkungen einer Kampagne in der syrischen Wüste im Sommer zu vermeiden, da die byzantinische Armee für so ein Klima nicht ausgerüstet war. Doch der Kaiser ignorierte die Generäle und wurde durch andere arabische Rivalen der Mirdasiden zum Weitermachen ermutigt.
So ließ Romanos den Gesandten Muqallid verhaften und zog am 27. Juli Richtung Aʿzāz. Nach Michael Psellos dachte der Kaiser, dass allein die Größe der Armee die Schlacht entscheiden würde, so dass er sich schier darauf verließ. Die Armee schlug ihr Lager außerhalb der Stadt Aʿzāz in einer Ebene auf und legte einen Graben darum an. Die Mirdasiden auf der anderen Seite evakuierten ihre Familien aus Aleppo und sammelten verbündete Stammeskrieger und durch den Aufruf zum Dschihad weitere muslimische Kämpfer aus der Gegend. Der Großteil der Armee blieb mit Thimal zur Absicherung Aleppos, während Nasr mit seinen Stammesmännern und Kämpfern der Numairiden gegen Romanos zog.
Die Angaben zur Truppenstärke von Nasr schwanken in den arabischen Quellen von 100 bis 2000 Reitern und 1000 Infanteristen. Der Autor Zakkar fasst zusammen, dass fast alle Quellen eine Truppe komplett aus Reitern angaben. Die Byzantiner führten etwa 20.000 Mann in die Schlacht, unter denen viele ausländische Söldner waren. Die arabischen Chronisten hingegen übertrieben die Zahl der Byzantiner sehr und berichteten von 600.000 Mann.

## Die Schlacht
Die Byzantiner hatten ein befestigtes Lager aufgeschlagen und die Excubitores unter ihrem Kommandanten, dem Patricius Leo Choirosphaktes, zum Auskundschaften der Gegend losgeschickt. Choirosphaktes wurde überfallen und gefangen genommen, während seine Männer flohen. Die Araber begannen, die Byzantiner im Lager zu schikanieren, und hinderten so die Byzantiner daran, sich Nahrung zu beschaffen. Schon bald litten die Soldaten dadurch an Durst und Hunger.
Ein Angriff unter Patricius Konstantin Dalassenos wurde durch die Mirdasiden abgewehrt. Die Moral sowie die Gesundheit der Byzantiner sank und so beschloss der Kaiser, sich am 10. August nach Antiochia zurückzuziehen. Die Araber setzten nach und griffen an, so dass die entkräfteten Byzantiner in Panik flohen und der Kaiser nur durch die Standhaftigkeit seiner Garde der Hetaireia einer Gefangennahme entkam. Trotz dieser Unterlegenheit erlitten die Byzantiner gemäß Yahya von Antiochia wenig Verluste.
Den Arabern fiel reiche Beute zu, so auch das Kaiserzelt mit seinen Schätzen, für dessen Transport siebzig Kamele notwendig waren. Der Kaiser konnte nur eine Ikone der Gottesgebärerin retten.

## Auswirkungen
Die Niederlage des Kaisers konnte teilweise durch den Sieg von Georgios Maniakes – Gouverneur von Antep – ausgeglichen werden. Die nun selbstbewussten Araber verlangten die Übergabe der Stadt, wurden aber von Maniakes in die Flucht geschlagen. Die Byzantiner begannen danach mit mehreren Aktionen gegen andere arabische Fürsten, die sich nach der Niederlage von Byzanz lossagen wollten. Romanos III. kehrte in die Hauptstadt zurück und ließ die zwei Generäle Niketas von Mistheia und Symeon in Antiochia zurück, die dann mehrere erfolgreiche Schlachten gegen die Mirdasiden schlugen und im Dezember 1030 Aʿzāz einnahmen. Über die nächsten zwei Jahre eroberten sie mehrere arabische Festungen und stellten die Stärke Byzanz’ in Nordsyrien wieder her. Der Höhepunkt war die Eroberung Edessas 1031. Nasr sandte 1031 seinen Sohn ’Amr nach Konstantinopel und erbat eine Vereinbarung.